# Taiva-Kleintenrek
Der Taiva-Kleintenrek oder Taiva-Kleintanrek (Microgale taiva) ist eine Säugetierart aus der Gattung der Kleintenreks innerhalb der Familie der Tenreks. Sein Verbreitungsgebiet erstreckt sich über den östlichen Teil von Madagaskar, ist dort aber im zentralen Bereich unterbrochen. Er bewohnt tropische Regenwälder in niedrigen und höheren Gebirgslagen. Äußerlich ähnelt er stark dem Cowan-Kleintenrek, weicht aber im Bezug auf einzelne morphologische und gebissanatomische Merkmale ab. Wie dieser und die anderen Vertreter der Kleintenreks zeichnet sich der Taiva-Kleintenrek durch einen spindelförmigen Körper mit kräftigen Beinen und einen langschmalen, spitzschnauzigen Kopf aus. Der Schwanz wird etwa so lang wie der restliche Körper. Über die Lebensweise liegen kaum Daten vor. Die Art wurde im Jahr 1896 wissenschaftlich eingeführt, sie galt aber zum Teil als identisch mit dem Cowan-Kleintenrek. Der Bestand wird als nicht gefährdet eingestuft.

## Merkmale

### Habitus
Der Taiva-Kleintenrek ist ein mittelgroßer Vertreter der Kleintenreks, der äußerlich stark dem Cowan-Kleintenrek (Microgale cowani) ähnelt, allerdings durchschnittlich etwas größer wird. Bei 18 untersuchten Individuen aus dem Andringitra-Gebirge im südöstlichen Madagaskar lag die Gesamtlänge bei 16,0 bis 17,7 cm. Die Kopf-Rumpf-Länge belief sich auf 7,1 bis 8,9 cm, während der Schwanz 8,0 bis 9,5 cm lang wurde. Das Körpergewicht betrug 10 bis 14,5 g. Wie alle Kleintenreks besitzt auch diese Art einen spindelförmigen Körper mit kurzen und kräftigen Gliedmaßen sowie einen langschmalen Kopf, dessen Schnauze spitz zuläuft. Die Ohren werden 15 bis 17 mm lang. Das Rückenfell hat eine dunkelbraune Farbgebung mit gelblich braunen Einsprenkelungen. Das Fell der Unterseite ist dagegen graubraun getönt mit ebenfalls gelblichbraunen Einwaschungen. Der Schwanz, der ungefähr gleich lang wie der restliche Körper oder etwas länger wird, zeigt nur eine schwache Zweifärbung, die Oberseite ist dunkel graubraun, die Unterseite leicht heller. Das Schuppenkleid des Schwanzes bedeckt ein kurzhaariges Fell. Dessen Einzelhaare erreichen im vorderen Drittel des Schwanzes etwa die Länge von 1,5 bis 2 Schuppenreihen. Hände und Füße verfügen über jeweils fünf Strahlen, der Hinterfuß ist 16 bis 19 mm lang. Weibliche Tiere haben ein Paar Zitzen in der Brust- oder Bauchgegend und ein oder zwei Paare in der Leistengegend.

### Schädel- und Gebissmerkmale
Der Schädel besitzt eine Länge von 22,1 bis 23,5 mm, seine größte Breite ist am Hirnschädel mit 9,6 bis 10,3 mm erreicht. Er zeichnet sich durch eine moderate Größe aus, das Rostrum ist leicht verlängert, der hintere Schädelbereich zeigt sich breit und lang. Das Nasenbein reicht nach hinten kaum bis in die Zwischenaugenregion, das Stirnbein ist im hinteren Teil aufgebläht, so dass die Stirnlinie in Seitenansicht leicht gewölbt verläuft. Die Scheitelbeine sind mehr oder weniger lang, der Jochbogen ist wie bei den anderen Tenreks unvollständig ausgebildet. Das Gebiss besteht aus 40 Zähnen, die Zahnformel lautet: {\displaystyle {\frac {3.1.3.3}{3.1.3.3}}}. Im oberen Gebiss trennen kurze Distermata die vorderen Zähne vom ersten Schneidezahn bis zum zweiten Prämolaren (P3) voneinander, im unteren Gebiss bestehen Zahnlücken nur zwischen dem Eckzahn und dem ersten Prämolaren (P2). Die hinteren Backenzähne gleichen denen der anderen Tenreks. Sie sind durch ein zalambdodontes Kauflächenmuster mit drei Haupthöckerchen geprägt, der obere hintere Mahlzahn ist in seiner Größe reduziert. Die Übereinstimmungen mit dem Cowan-Kleintenrek finden sich auch in der Gebissstruktur wieder lediglich das Talonid, ein tiefliegender Vorsprung auf der Kaufläche, des unteren letzten Molaren ist beim Taiva-Kleintenrek verkleinert. Die Länge der oberen Zahnreihe variiert von 10,3 bis 11,3 mm.

## Verbreitung

Verbreitungsgebiet des Taiva-Kleintenreks

Der Taiva-Kleintenrek kommt endemisch in Madagaskar vor. Sein Verbreitungsgebiet erstreckt sich in einem mehr oder weniger breiten Streifen über den östlichen Teil des Inselstaates, ist aber im zentralen Bereich unterbrochen. Im nördlichen Abschnitt des Verbreitungsgebietes stellen das Tsaratanana-Massiv in der Provinz Mahajanga, das Marojejy-Massiv, das Anjanaharibe-Massiv beziehungsweise das die beiden letztgenannten Gebirge verbindende Waldgebiet von Ambolokopatrika oder das südlich anschließende Waldgebiet von Makira sowie die Halbinsel Masoala, alle in der Provinz Antsiranana gelegen, bedeutende Fundpunkte dar. Herausragende Vorkommen im südlichen Abschnitt finden sich in den Waldgebieten von Ambatovy-Analamay-Torotorofotsy und von Analamazoatra in der Provinz Toamasina, des Weiteren auch im Waldkorridor von Anjozorobe-Angavo im Grenzgebiet der Provinzen Toamasina und Antananarivo sowie im Waldgebiet von Ranomafana und im Andringitra-Gebirge, beide in der Provinz Fianarantsoa. Etwas isoliert von diesem Hauptverbreitungsgebiet besteht eine kleine Population im Waldgebiet von Tsinjoarivo südlich von Antananarivo in der nach der Stadt benannten Provinz. Die Tiere bevorzugen natürliche tropische Regenwälder und sind selten in Sekundärwäldern anzutreffen. Ihre Höhenverbreitung reicht von niedrigen Gebirgslagen um 530 m bis zu Hochgebirgslagen um 2500 m über dem Meeresspiegel, die höchsten Fundpunkte werden am Tsaratanana-Massiv erreicht. Allgemein gilt der Taiva-Kleintenrek als relativ häufig.

## Lebensweise
Die Lebensweise des Taiva-Kleintenreks ist kaum erforscht. Die Tiere bewohnen Wälder und sind bodenlebend. Ihre Hauptnahrung besteht aus Insekten wie Heuschrecken, Käfer und Hautflügler, was auch Isotopenuntersuchungen an Individuen aus Tsinjoarivo aufzeigen. Zusätzlich gehören Ringelwürmer und Flohkrebse zum Nahrungsspektrum. Gelegentlich frisst der Taiva-Kleintenrek auch andere kleinere Vertreter der Kleintenreks. Trächtige Weibchen wurden bisher nur im Zeitraum Oktober bis Dezember beobachtet, zwei Weibchen führten je einen Embryo im rechten und linken Eileiter, die Körperlänge zwischen 6 und 7 mm besaßen. Äußere Parasiten sind mit Flöhen der Gattung Paractenopsyllus belegt, zudem ist der Einzeller Eimeria als innerer Parasit nachgewiesen.

## Systematik
Der Taiva-Kleintenrek ist eine Art aus der Gattung der Kleintenreks (Microgale) innerhalb der Familie der Tenreks (Tenrecidae). Die Kleintenreks gehören zudem zusammen mit den Reiswühlern (Oryzorictes) und den Vertretern der Gattung Nesogale zur Unterfamilie der Reistenreks (Oryzorictinae). Mit mehr als 20 Arten stellt die Gattung das formenreichste Mitglied der Tenreks dar. Die Tiere gelten aufgrund einiger morphologischer Merkmale als eher ursprünglich innerhalb der Familie. Sie bildeten sich laut molekulargenetischen Untersuchungen bereits im Unteren Miozän vor etwa 16,8 Millionen Jahren heraus, in der darauffolgenden Zeit diversifizierten sie sich sehr stark. Die heutigen Vertreter zeigen Anpassungen an verschiedene Lebensweisen, so kommen teils unterirdisch grabende, oberirdisch lebende beziehungsweise baumkletternde und wasserbewohnende Arten vor. Der meisten Arten der Kleintenreks leben in den feuchten Wäldern des östlichen Madagaskars, einige wenige haben auch die trockeneren Landschaften des westlichen Inselteils erschlossen. Es lassen sich innerhalb der Gattung sowohl morphologisch als auch genetisch verschiedene Verwandtschaftsgruppen unterscheiden. Vor allem im Erscheinungsbild und im Gebissaufbau gleicht der Taiva-Kleintenrek dem Cowan-Kleintenrek (Microgale cowani), aus genetischer Sicht stellt er die Schwesterart des Gebirgs-Kleintenrek (Microgale monticola) dar. Möglicherweise umfasst der Taiva-Kleintenrek mehrere kryptische Arten.
Die wissenschaftliche Erstbeschreibung des Taiva-Kleintenreks wurde von Charles Immanuel Forsyth Major im Jahr 1896 erstellt. Major gründete seine neue Art auf ein einzelnes Individuum aus dem Waldgebiet von Ambohimitombo, etwa 43 km südöstlich von Ambositra in der Provinz Fianarantsoa, was als Typusregion des Taiva-Kleintenreks gilt. Der Namenszusatz taiva bezieht sich auf die Eigenbezeichnung einer Volksgruppe der Betsimisaraka, die das Gebiet bewohnen und von ihren Nachbarn mit Tanala bezeichnet werden. Der Holotyp stellt ein nicht ganz ausgewachsenes Weibchen von 8,3 cm Körper- und 8,7 cm Schwanzlänge dar. Es wurde vom Erstbeschreiber Mitte Januar 1895 aufgesammelt. Major bemerkte die enge Beziehung des Taiva-Kleintenreks zum Cowan-Kleintenrek. Die deutliche Ähnlichkeit der beiden Arten vor allem im Gebissaufbau führte dazu, dass Ross D. E. MacPhee im Jahr 1987 den Taiva- mit dem Cowan-Kleintenrek gleichsetzte. Allerdings erkannte eine Arbeitsgruppe um Paulina D. Jenkins und Steven M. Goodman zehn Jahre später den Taiva-Kleintenrek wieder als eigenständig an. Sie bemerkten während einer Expedition in das Andringitra-Gebirge im Jahr 1993, dass beide Formen dort sympatrisch auftreten und sich unter anderem in der absoluten und relativen Schwanzlänge, der Färbung und Intensität der Fellbedeckung des Schwanzes und einzelnen Schädelmerkmalen unterscheiden lassen. Spätere cyto- und molekulargenetische Untersuchungen bestätigten die Trennung der beiden Formen auf Artebene.

## Bedrohung und Schutz
Der Bestand des Taiva-Kleintenreks wird von der IUCN als „nicht bedroht“ (least concern) eingestuft. Die Art bewohnt ein ausgedehntes Gebiet im östlichen Madagaskar, die Population dürfte dementsprechend groß sein. Stärkere Bedrohungen bestehen in Form von Habitatverlust und -fragmentierung infolge von Waldzerstörung. Ursachen dafür liegen in der Entnahme von Bauholz, der Umwandlung der Wälder in landwirtschaftliche Nutzfläche und in Waldbränden. Die Tiere kommen in verschiedenen Naturschutzgebieten vor, dazu gehören der Nationalpark Mantadia Andasibe, der Nationalpark Andringitra, der Nationalpark Ranomafana und der Nationalpark Marojejy. Für den Erhalt des Taiva-Kleintenreks bedarf es intensiverer Studien zur Biologie, Ökologie und Taxonomie.